# Rolstoellift
Een rolstoellift (of platformlift, plateaulift) is een middel voor verticaal transport van rolstoellen en scootmobielen. De lift bestaat veelal uit een platform dat verticaal beweegbaar is teneinde de afstand tussen ongelijke vloeren te overbruggen. Een rolstoellift kan worden geïstalleerd in een gebouw of onderdeel zijn van een voertuig, zoals een (taxi)bus. De rolstoellift is meestal krachtig genoeg om een scootmobiel met bestuurder en een begeleider te dragen.